# Diuris protena
Diuris protena är en orkidéart som beskrevs av David Lloyd Jones. Diuris protena ingår i släktet Diuris och familjen orkidéer.
Artens utbredningsområde är Victoria i Australien. Inga underarter finns listade i Catalogue of Life.